# Pterophyllum
Pterophyllum è un genere di pesci d'acqua dolce appartenenti alla famiglia Cichlidae, sottofamiglia Cichlasomatinae, conosciuti comunemente come pesci angelo.

## Distribuzione e habitat
Le specie del genere sono diffuse nella parte settentrionale tropicale del Sud America, nella grande area dei bacini idrografici del Rio delle Amazzoni, del Rio Negro, dell'Orinoco e del Solimões.

Abitano acque calme, paludi e foreste inondate, con acque limpide o torbide, ma ricche di vegetazione.

## Descrizione
Le tre specie sono molto simili: il corpo è alto, molto compresso ai fianchi, con la pinna dorsale e quella anale estremamente sviluppate simmetricamente. Le pinne pettorali sono allungate, le ventrali filiformi. La pinna caudale è ampia, a mezzaluna, con raggi allungati. Le differenze fisiche più visibili sono riscontrabili nella forma del muso e della fronte (vedi schema in basso).

## Acquariofilia
La specie più conosciuta è indubbiamente Pterophyllum scalare, simbolo globale della famiglia dei Ciclidi e uno dei più allevati pesci d'acqua dolce. Tuttavia negli ultimi anni numerosi appassionati hanno scoperto e allevato le altre due specie, raramente in commercio.

## Specie

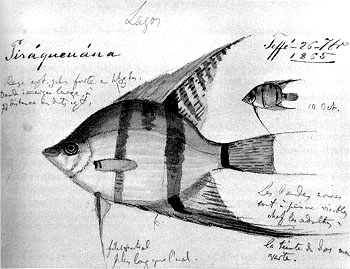
Confronto tra le 3 specie

- Pterophyllum altum
- Pterophyllum leopoldi
- Pterophyllum scalare